# Liste des intercommunalités de l'Aveyron

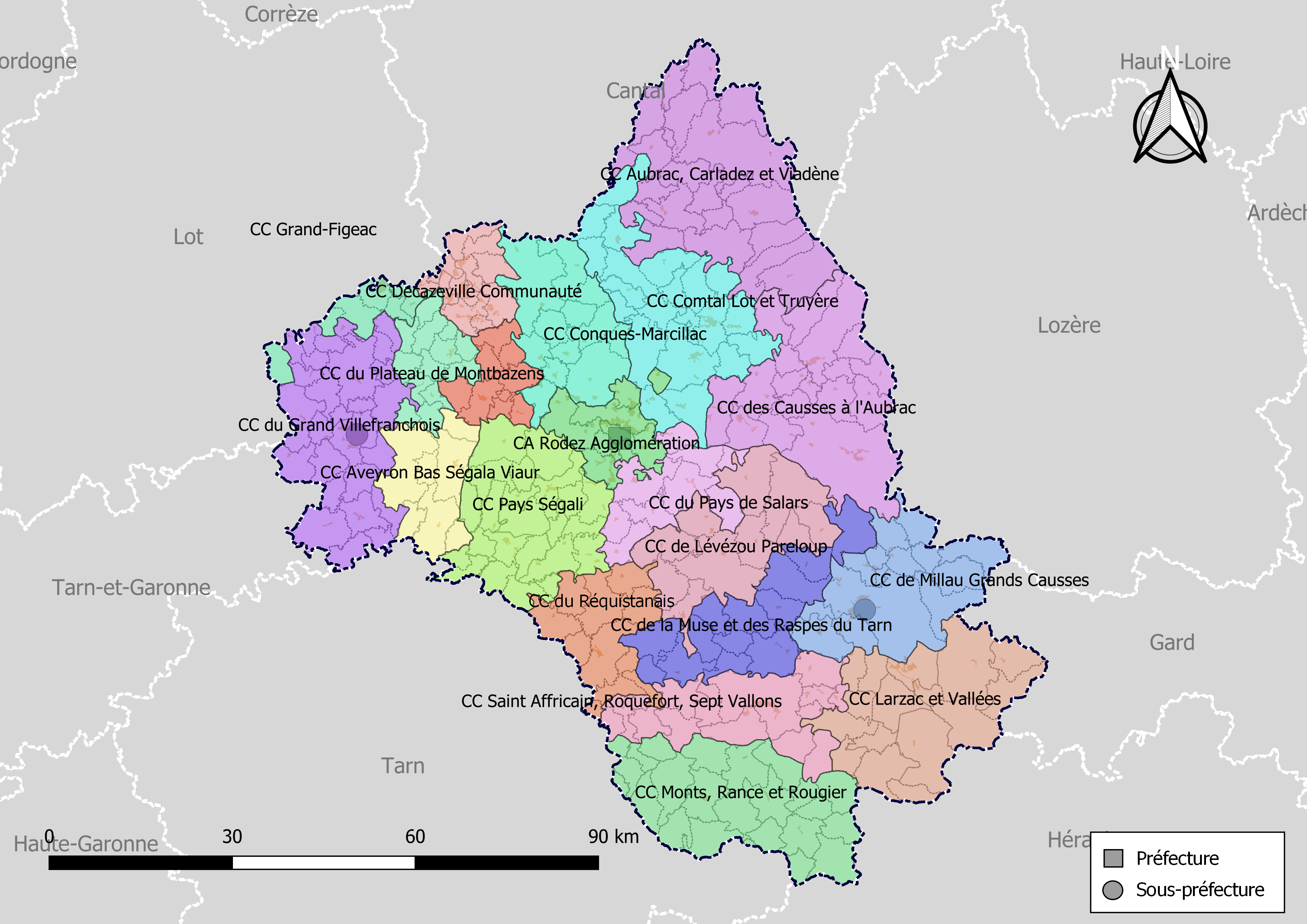
Carte des EPCI de l'Aveyron au 1er janvier 2019.

Au 1er janvier 2021, le département de l'Aveyron compte 19 intercommunalités à fiscalité propre dont le siège est dans le département (1 communauté d'agglomération et 18 communautés de communes), dont 2 qui sont interdépartementales. Par ailleurs 6 communes sont groupées dans une intercommunalité dont le siège est situé hors département.

## Historique
La loi du 16 décembre 2010 portant réforme des collectivités territoriales visait trois objectifs :
- Achever la carte intercommunale par le rattachement des dernières communes isolées à des EPCI à fiscalité propre,
- Rationaliser le périmètre des EPCI à fiscalité propre existants,
- Simplifier l'organisation par la suppression des syndicats devenus obsolètes ou n'étant plus pertinents en missions ou en périmètres.

Elle fixait également comme impératif la constitution d'EPCI à fiscalité propre regroupant au moins 5 000 habitants (sauf caractéristiques géographiques particulières de certains espaces, telles que notamment insularité, frontière physique majeure, très faible densité démographique).
Le renouvellement des commissions départementales de la coopération intercommunale (CDCI), lieux de concertation pour l'élaboration de ces nouvelles intercommunalités, devait avoir lieu au cours du premier trimestre 2011 et le nouveau schéma de coopération interdépartementale devait être arrêté dans chaque département par le préfet au plus tard au 31 décembre 2011, faute de quoi le préfet disposerait de pouvoirs accrus pour mettre en œuvre le SDCI, pouvoirs qu'il pourrait exercer jusqu’au 1er juin 2013.
En Aveyron, la CDCI est installée le 21 avril 2011 et comprend 42 membres répartis en 4 collèges. Un projet de schéma comprenant 16 intercommunalités est établi mais n'aboutit à aucun consensus avant la date butoir du 31 décembre 2011. Au niveau national, 66 schémas sont approuvés à cette date. La définition par la CDCI d'une nouvelle carte de l'intercommunalité est dès lors reportée à l'année 2012. Le 24 septembre 2012, Mme le préfet présente des projets de périmètre en ciblant les communes isolées. Le 3 décembre 2012, une nouvelle réunion de la CDCI a lieu pour examiner des contre-propositions et le schéma est arrêté fin décembre, puis mis en œuvre début 2013.
Finalement, au 1er janvier 2014, l'ensemble du territoire est couvert par des EPCI et il n'existe plus de commune isolée, néanmoins l'objectif de rationalisation des structures défini par la loi n'est pas atteint puisqu'il existe toujours 36 structures et le seuil minimal de 5 000 habitants n'est pas respecté car 20 intercommunalités présentent une population inférieure à ce seuil.
Le 1er janvier 2016, deux communautés de communes disparaissent en se transformant en communes nouvelles. La communauté de communes de Sévérac-le-Château devient Sévérac d'Aveyron et la communauté de communes du Bas Ségala, Le Bas-Ségala. Il existe alors 34 EPCI, mais deux nouvelles communes isolées.
Le schéma départemental de coopération intercommunale de l'Aveyron, arrêté par le préfet de l'Aveyron le 24 mars 2016, prévoit dix-neuf intercommunalités au lieu de trente-quatre sur l'ensemble du département à partir du 1er janvier 2017.

### Évolution des intercommunalités
L'évolution des intercommunalités de l'Aveyron entre 2011 et 2017 est la suivante :
| Collectivités              | 01/01/2011 | 01/01/2012 | 01/01/2013 | 01/01/2014 | 01/01/2016 | 01/01/2017 |
| -------------------------- | ---------- | ---------- | ---------- | ---------- | ---------- | ---------- |
| Communauté d'Agglomération | 1          | 1          | 1          | 1          | 1          | 1          |
| Communautés de communes    | 35         | 35         | 35         | 35         | 33         | 18         |
| Syndicats                  | 95         | 91         |            |            |            |            |
| Communes isolées           | 38         | 30         | 26         | 0          | 2          | 0          |

### Communes isolées
Adhésion des communes isolées au 1er janvier 2012 :
- Arnac-sur-Dourdou et Peux-et-Couffouleux ont adhéré à la communauté de communes du Rougier de Camarès,
- Les six communes du canton de Conques ont adhéré à la communauté de communes Conques-Marcillac,

Adhésion des communes isolées au 1er janvier 2013 (au titre du droit commun) :
- Balaguier-d'Olt adhère à la communauté de communes Villeneuvois, Diège et Lot (arrêté préfectoral en date du 7 juin 2012),
- Bouillac adhère à la communauté de communes de la Vallée du Lot (arrêté préfectoral en date du 15 juin 2012),
- Castelnau-de-Mandailles adhère à la communauté de communes des Pays d'Olt et d'Aubrac (arrêté préfectoral en date du 17 juillet 2012),
- Les Albres adhèrent à la communauté de communes du Plateau de Montbazens (arrêté préfectoral en date du 3 août 2012).

Nouvelles communes isolées au 1er janvier 2016 : ce sont les communes nouvelles de Le Bas-Ségala et de Sévérac d'Aveyron. Au 1er janvier 2017, ces communes ont intégré une intercommunalité.

## Liste des intercommunalités à fiscalité propre
Au 1er janvier 2017, le département compte 19 établissements de coopération intercommunale à fiscalité propre dont le siège est dans le département : 1 communauté d'agglomération et 18 communautés de communes.
Ces 19 structures regroupent 282 communes, dont 279 dans le département de l'Aveyron, 2 dans le Lot (Promilhanes et Laramière qui appartiennent à la communauté de communes du Grand Villefranchois) et 1 en Lozère (Le Rozier qui appartient à la communauté de communes de Millau Grands Causses) . Par ailleurs, 6 communes aveyronnaises appartiennent à une structure lotoise (Asprières, Balaguier-d'Olt, Capdenac-Gare, Causse-et-Diège, Salvagnac-Cajarc et Sonnac qui font partie de la communauté de communes du Grand-Figeac - Haut-Ségala - Balaguier d'Olt). Ainsi l'ensemble du territoire aveyronnais, constitué de 285 communes, est couvert par des intercommunalités et ne comporte pas de commune isolée.
| Forme juridique                                           | Nom                                         | no SIREN  | Date de création | Nombre de communes      | Population (der. pop. légale) | Superficie (km2) | Densité (hab./km2) | Siège                    | Président             |
| --------------------------------------------------------- | ------------------------------------------- | --------- | ---------------- | ----------------------- | ----------------------------- | ---------------- | ------------------ | ------------------------ | --------------------- |
| Communauté d'agglomération                                | Rodez Agglomération                         | 241200187 | 20 décembre 1999 | 8                       | 56 131 (2021)                 | 205,30           | 273                | Rodez                    | Christian Teyssèdre   |
| Communauté de communes                                    | CC de Millau Grands Causses                 | 241200567 | 27 décembre 1999 | 15 (dont 14 dans le 12) | 29 193 (2021)                 | 511,70           | 57                 | Millau                   | Emmanuelle Gazel      |
| Communauté de communes                                    | Ouest Aveyron Communauté                    | 200069383 | 1er janvier 2017 | 29 (dont 27 dans le 12) | 27 363 (2021)                 | 668,0            | 41                 | Villefranche-de-Rouergue | Michel Delpech        |
| Communauté de communes                                    | CC Decazeville Communauté                   | 200067064 | 1er janvier 2017 | 12                      | 18 141 (2021)                 | 187,40           | 97                 | Decazeville              | François Marty        |
| Communauté de communes                                    | CC Comtal Lot et Truyère                    | 200067478 | 1er janvier 2017 | 21                      | 19 822 (2021)                 | 644,40           | 31                 | Espalion                 | Nicolas Bessière      |
| Communauté de communes                                    | CC Pays Ségali                              | 200068831 | 1er janvier 2017 | 23                      | 18 180 (2021)                 | 579,90           | 31                 | Baraqueville             | Karine Clément        |
| Communauté de communes                                    | CC des Causses à l'Aubrac                   | 200068484 | 1er janvier 2017 | 17                      | 14 557 (2021)                 | 741,50           | 20                 | Palmas d'Aveyron         | Christian Naudan      |
| Communauté de communes                                    | CC Saint Affricain, Roquefort, Sept Vallons | 200067155 | 1er janvier 2017 | 14                      | 13 559 (2021)                 | 432,40           | 31                 | Vabres-l'Abbaye          | Sébastien David       |
| Communauté de communes                                    | CC Conques-Marcillac                        | 241200641 | 27 décembre 1996 | 12                      | 12 114 (2021)                 | 418,30           | 29                 | Marcillac-Vallon         | Jean-Marie Lacombe    |
| Communauté de communes                                    | CC Aubrac, Carladez et Viadène              | 200067171 | 1er janvier 2017 | 21                      | 10 004 (2021)                 | 860,30           | 12                 | Laguiole                 | Jean Valadier         |
| Communauté de communes                                    | CC du Pays de Salars                        | 241200658 | 31 décembre 1996 | 9                       | 7 983 (2021)                  | 264,70           | 30                 | Pont-de-Salars           | Yves Regourd          |
| Communauté de communes                                    | CC Monts, Rance et Rougier                  | 200067163 | 1er janvier 2017 | 23                      | 6 286 (2021)                  | 652,40           | 10                 | Belmont-sur-Rance        | Monique Aliès         |
| Communauté de communes                                    | CC du Plateau de Montbazens                 | 241200674 | 31 décembre 1996 | 13                      | 6 180 (2021)                  | 187,90           | 33                 | Montbazens               | Jacques Molières      |
| Communauté de communes                                    | CC Aveyron Bas Ségala Viaur                 | 241200807 | 28 décembre 2001 | 7                       | 5 558 (2021)                  | 262,10           | 21                 | Rieupeyroux              | Jean-Eudes Le Meignen |
| Communauté de communes                                    | CC du Pays Rignacois                        | 241200625 | 29 décembre 1995 | 8                       | 5 604 (2021)                  | 161,90           | 35                 | Rignac                   | Jean-Marc Calvet      |
| Communauté de communes                                    | CC de Lévézou Pareloup                      | 241200765 | 15 décembre 2000 | 10                      | 5 304 (2021)                  | 478,80           | 11                 | Salles-Curan             | Arnaud Viala          |
| Communauté de communes                                    | CC du Réquistanais                          | 241200542 | 20 mars 2000     | 11                      | 5 228 (2021)                  | 309,60           | 17                 | Réquista                 | Michel Causse         |
| Communauté de communes                                    | CC de la Muse et des Raspes du Tarn         | 241200914 | 1er janvier 2005 | 13                      | 5 436 (2021)                  | 442,50           | 12                 | Saint-Rome-de-Tarn       | Jérôme Mouries        |
| Communauté de communes                                    | CC Larzac et Vallées                        | 241200906 | 13 décembre 2004 | 16                      | 6 669 (2021)                  | 651,80           | 10                 | Cornus                   | Christophe Laborie    |
| Intercommunalité dont le siège est situé hors département |                                             |           |                  |                         |                               |                  |                    |                          |                       |
| Communauté de communes                                    | CC Grand-Figeac                             | 200067361 | 1er janvier 2017 | 92 (dont 6 dans le 12)  | 43 818 (2021)                 | 1 282,70         | 34                 | Figeac (46)              | Vincent Labarthe      |

La loi de réforme des collectivités territoriales du 16 décembre 2010 a introduit un seuil plancher de 5 000 habitants (hors dérogations prévues par la loi), en dessous duquel toute communauté devait fusionner avec une communauté voisine pour dépasser ce seuil critique. De nombreuses fusions ont ainsi été programmées dans les schémas départementaux de coopération intercommunale. Néanmoins il existait encore au niveau national 499 communautés de moins de 5 000 habitants au 1er janvier 2013 et 286 au 1er janvier 2014, dont 20 en Aveyron.
Au 1er janvier 2014, deux intercommunalités sur les onze avaient moins de 5 000 habitants et six moins de 20 000, le nouveau seuil préconisé dans le projet de loi portant nouvelle organisation territoriale de la République déposé en Conseil des Ministres du 18 juin 2014.
| Nombre d'intercommunalités par tranche de population | Nombre d'intercommunalités par tranche de population | Nombre d'intercommunalités par tranche de population | Nombre d'intercommunalités par tranche de population | Nombre d'intercommunalités par tranche de population |
| moins de 5 000                                       | moins de 10 000                                      | moins de 20 000                                      | moins de 100 000                                     | plus de 100 000                                      |
| ---------------------------------------------------- | ---------------------------------------------------- | ---------------------------------------------------- | ---------------------------------------------------- | ---------------------------------------------------- |
| 20                                                   | 30                                                   | 34                                                   | 36                                                   | 0                                                    |
| 54 %                                                 | 81 %                                                 | 92 %                                                 | 97 %                                                 | 0                                                    |

## Sources
- Liste des établissements publics de coopération intercommunale (EPCI) à fiscalité propre au 1er janvier 2014
- Le SPLAF, édition 11/2006.
- Projet de territoire.com, édition 11/2006.
- Carte des nouveaux périmètres d'EPCI à fiscalité propre de l'Aveyron, prévus au 1er janvier 2017.